# Blue Train
《Blue Train》是ASIAN KUNG-FU GENERATION的第7張單曲。

## 解説
於專輯『樂迷俱樂部』推出前預先發售的第1張單曲。因為收錄了4首歌曲所以價格調高到1529日元。不過，因為是相隔一年之久的單曲，所以銷量是緊接『重寫』的第2位。另外，這個星期的Oricon榜的銷量差距很少。（第1位的浜崎步『Bold&Delicious／Pride』、第2位的Remioromen『粉雪』、第3位的修二與彰『青春アミーゴ』之中，第1位與第3位只相差2000張。）而「ブルートレイン（Blue Train）」的首週銷量為6.4萬張（這張單曲的最高記錄），不過卻屈居於第5位（初次上榜）。只有初回生產的版本附有貼紙。
另外，「ブルートレイン」的PV獲得了SPACE SHOWER Music Video Awards2006中，BEST GROUP VIDEO的殊榮。AKG的PV在SPACE SHOWER Music Video Awards受到表揚的作品還有2003年的「君という花」（以妳為名的花，BEST NEW ARTIST VIDEO）、2004年的「君の街まで」（到妳的城市，BEST CONCEPT VIDEO）連續3年獲獎。

## 收錄曲
1. （Blue Train）
  - 因為打鼓的部份相當困難，所以團員在自己主持的電台節目（アジアンLOCK！）內徵求「能夠演奏這首歌曲的鼓手，請將錄音送過來」。其後，於2006年10月11日（星期三）播放了只有打鼓部份的錄音。
2. （Road Movie）
  - 原本是在Tour2005“Re:Re：” 當中披露過的歌曲之一。這首歌曲是以愛媛縣版本為藍本而製作的。在最初的版本中只是有後藤去溫泉旅行的內容而已 。
3. 飛べない魚（不能飛翔的魚）
  - 這首歌的製作時期，團員正在為了表達出新的自己的摸索期間，當時覺得歌曲太過普通，而沒有被收錄於專輯內。不過，相隔一段時間之後，因為改變了當初的想法，所以當這首歌在電台中被OA（播放）的時候，承認了這是一首好歌。後藤說這首歌令人意外地有很多Fans。
4. 月光 
  - 以克勞德·德彪西的「月光」為藍本的歌曲。在開頭的部份由伊地知彈奏鋼琴。後藤說「不知應該把ブルートレイン（Blue Train）還是月光當作主打單曲發表。」這首歌是在這張單曲之中，唯一收錄在 『ファンクラブ（樂迷俱樂部）』的歌曲。